# Sapere aude

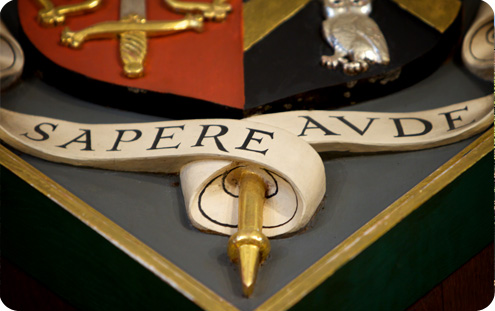
Sapere aude, 'atreva-se a conhecer', O lema de The Manchester Grammar School, sobre seu emblema.

Sapere aude é um lema latino que significa "atreva-se a conhecer" ou "ouse saber"; também é vagamente traduzido como "ouse ser sábio", ou ainda mais frouxamente como "tenha coragem de pensar por si mesmo". A utilização original está na Epistularum liber primus de Horácio, livro 1, carta 2, verso 40: Dimidium facti qui coepit habet: sapere aude ("Aquele que começou está na metade da obra: ouse saber"). A frase Sapere aude tornou-se associada à Era do Iluminismo, durante os séculos XVII e XVIII, depois que Immanuel Kant a usou no ensaio "Pergunta: O que é Iluminismo?" (1784) ou, noutra tradução, Resposta à Pergunta O Que São as Luzes. Como filósofo, Kant reivindicou a frase Sapere aude como um lema do período do Iluminismo e usou-a para desenvolver suas teorias da aplicação da Razão na esfera pública dos assuntos humanos.
No século XX, no ensaio "O que é o Iluminismo?" (1984), Michel Foucault retomou a formulação de Kant de "ouse saber", na tentativa de encontrar um lugar ao indivíduo homem e mulher na filosofia pós-estruturalista, e assim chegar a um acordo acerca do que, segundo ele, seria o legado problemático do Iluminismo. Além disso, no ensaio A Episteme Barroca: a palavra e a coisa (2013), Jean-Claude Vuillemin propôs que a frase latina Sapere aude deveria ser o lema da episteme barroca.
A frase é amplamente utilizada como um lema, especialmente por instituições educacionais.